# 天久宮
26°13′41.99″N 127°40′57.46″E / 26.2283306°N 127.6826278°E
天久宮是日本沖繩縣的一座神社，位於那霸市的泊，為琉球八社之一。

## 历史
根據《琉球國由來記》記載，天久宮創建於成化年間。《琉球神道記》也有類似記載。在琉球第二尚氏王朝時期，天久宮是官社，由王府提供經費。聖現寺為其別當寺。
1879年，琉球被日本兼併，成為沖繩縣。天久宮在日本近代社格制度中為無格社，未能得到日本政府的經濟支持，因此逐漸荒廢，拜殿因腐朽而倒塌。天久宮其餘建築在1945年沖繩島戰役中被燒毀。1972年獲得重建。